# Puchar Sześciu Narodów Kobiet 2017
Puchar Sześciu Narodów Kobiet 2017 – szesnasta edycja Pucharu Sześciu Narodów Kobiet, międzynarodowych rozgrywek w rugby union dla żeńskich reprezentacji narodowych. Zawody odbyły się w dniach 03 lutego 2017 – 18 marca 2017 roku, a zwyciężyła w nich reprezentacja Anglii, która pokonała wszystkich rywali i tym samym zdobyła dodatkowo Wielkiego Szlema.
Wliczając turnieje w poprzedniej formie, od czasów Home Internal Championship i Pucharu Pięciu Narodów, była to dwudziesta druga edycja tych zawodów.
Po raz pierwszy w historii wprowadzono testowo bonusowy system punktacji. Zwycięzca meczu zyskiwał cztery punkty, za remis przysługiwały dwa punkty, porażka nie była punktowana, a zdobycie przynajmniej czterech przyłożeń lub przegrana nie więcej niż siedmioma punktami premiowana była natomiast punktem bonusowym. Dodatkowo zdobywca Wielkiego Szlema otrzymałby trzy dodatkowe punkty, by uniknąć sytuacji, że nie wygrałby całych zawodów pomimo pokonania wszystkich rywali. Sędziowie spotkań zostali wyznaczeni na początku grudnia 2016 roku. Składy zespołów.
Również po raz pierwszy wszystkie mecze zawodów były transmitowane na żywo w telewizji, a dodatkowo dostępne były także w postaci strumieniowej w Internecie.

## Mecze
| 3 lutego 201718:35 | Szkocja | 15:22 | Irlandia | Broadwood Stadium, Cumbernauld |
| 3 lutego 201718:35 |         | 15:22 |          | Broadwood Stadium, Cumbernauld |

| 4 lutego 201715:00 | Włochy | 8:20 | Walia | Stadio Comunale Pacifico Carotti, Jesi Widzów: 3300 |
| 4 lutego 201715:00 |        | 8:20 |       | Stadio Comunale Pacifico Carotti, Jesi Widzów: 3300 |

| 4 lutego 201719:35 | Anglia | 26:13 | Francja | Twickenham Stadium Londyn |
| 4 lutego 201719:35 |        | 26:13 |         | Twickenham Stadium Londyn |

| 11 lutego 201711:30 | Walia | 0:63 | Anglia | Cardiff Arms Park, Cardiff Widzów: 4113 |
| 11 lutego 201711:30 |       | 0:63 |        | Cardiff Arms Park, Cardiff Widzów: 4113 |

| 11 lutego 201721:00 | Francja | 55:0 | Szkocja | Stade Marcel-Deflandre, La Rochelle Widzów: 10058 |
| 11 lutego 201721:00 |         | 55:0 |         | Stade Marcel-Deflandre, La Rochelle Widzów: 10058 |

| 12 lutego 201714:00 | Włochy | 3:27 | Irlandia | Stadio Tommaso Fattori, L’Aquila Widzów: 4500 |
| 12 lutego 201714:00 |        | 3:27 |          | Stadio Tommaso Fattori, L’Aquila Widzów: 4500 |

| 24 lutego 201718:20 | Szkocja | 15:14 | Walia | Broadwood Stadium, Cumbernauld |
| 24 lutego 201718:20 |         | 15:14 |       | Broadwood Stadium, Cumbernauld |

| 25 lutego 201713:00 | Anglia | 29:15 | Włochy | Twickenham Stoop, Londyn |
| 25 lutego 201713:00 |        | 29:15 |        | Twickenham Stoop, Londyn |

| 26 lutego 201712:45 | Irlandia | 13:10 | Francja | Donnybrook Stadium, Dublin |
| 26 lutego 201712:45 |          | 13:10 |         | Donnybrook Stadium, Dublin |

| 11 marca 201711:30 | Walia | 7:12 | Irlandia | Cardiff Arms Park, Cardiff Widzów: 1800 |
| 11 marca 201711:30 |       | 7:12 |          | Cardiff Arms Park, Cardiff Widzów: 1800 |

| 11 marca 201713:00 | Anglia | 64:0 | Szkocja | Twickenham Stoop, Londyn |
| 11 marca 201713:00 |        | 64:0 |         | Twickenham Stoop, Londyn |

| 12 marca 201715:00 | Włochy | 5:28 | Francja | Stadio Sergio Lanfranchi, Parma Widzów: 3950 |
| 12 marca 201715:00 |        | 5:28 |         | Stadio Sergio Lanfranchi, Parma Widzów: 3950 |

| 17 marca 201718:20 | Szkocja | 14:12 | Włochy | Broadwood Stadium, Cumbernauld |
| 17 marca 201718:20 |         | 14:12 |        | Broadwood Stadium, Cumbernauld |

| 17 marca 201720:00 | Irlandia | 7:34 | Anglia | Donnybrook Stadium, Dublin |
| 17 marca 201720:00 |          | 7:34 |        | Donnybrook Stadium, Dublin |

| 18 marca 201721:00 | Francja | 39:19 | Walia | Stade Amédée Domenech, Brive-la-Gaillarde Widzów: 8710 |
| 18 marca 201721:00 |         | 39:19 |       | Stade Amédée Domenech, Brive-la-Gaillarde Widzów: 8710 |